# 政府山

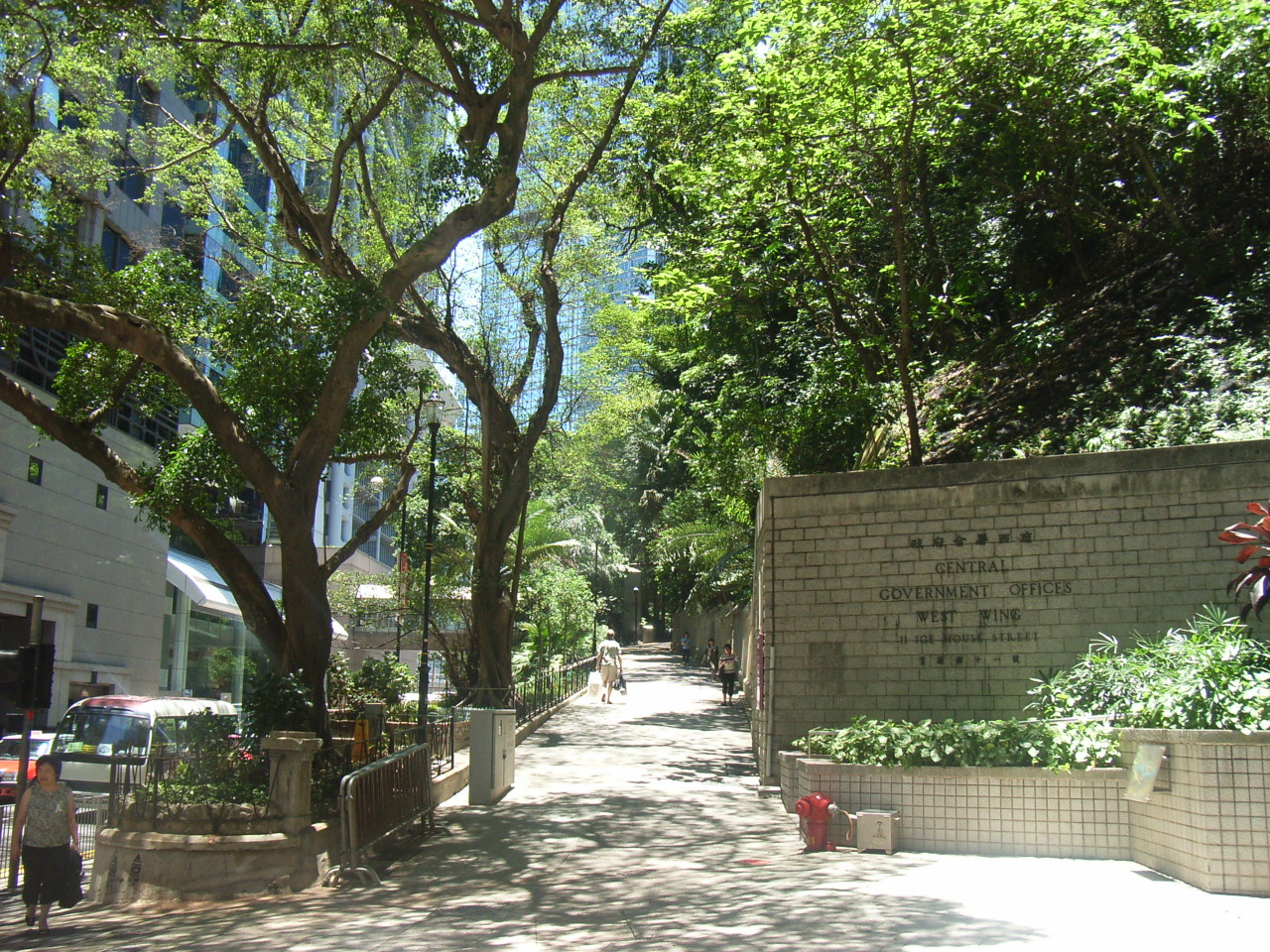
通往政府山的炮台里

政府山是香港的一個山丘，位於香港島中環南部，自香港開埠起，長期是布政司署的所在地，香港立法局在1985年前也位於該地，香港最高行政權力的香港總督亦居於該座山頭的港督府，所以該處一直是香港政府的心臟地帶，是香港名副其實的政治權力中心，直至1985年立法局遷址及2011年香港政府總部搬到添馬為止，但該處仍是律政中心及特區首長官邸香港禮賓府的所在地，仍然是權力重地。然而除政治場合外，「政府山」較少作為地名使用，一般以中環作為統稱。

## 歷史
「政府山」可溯源自英國於1841年管治香港後，將花園道、上亞厘畢道、己連拿利、雪廠街及炮台里所圍繞的山坡劃為行政及管治中心，稱為「政府山」。

### 遊行集會

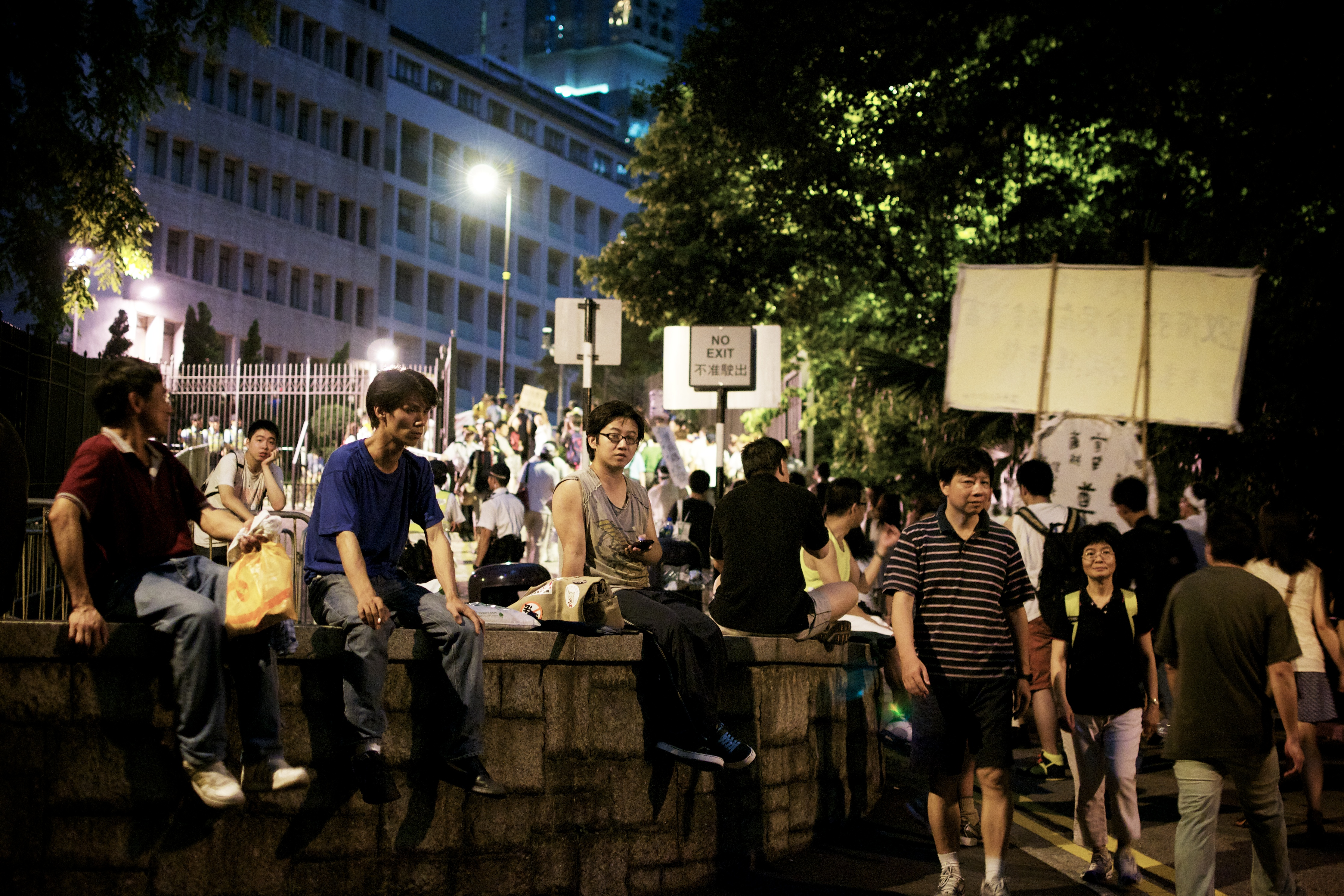
2011年七一大遊行中，香港市民沿炮台里進入西閘，到達中區政府合署。這是最後一次遊行以中區政府合署作為終點。

在2011年前，中區政府合署因作為政府總部，成為香港遊行、集會的主要場地。
1997年香港回歸後，政府當局在1997年11月以保安理由，在中區政府合署周圍築起高鐵欄，由保安員把守，而市民從此不能任意從炮台里或下亞厘畢道進出中區政府合署。
1999年12月3日，約2,000名聲稱自己及子女擁有居港權的示威者，因不滿香港終審法院宣判結果，在中區政府合署正門外聚集，兩度與警方發生衝突﹐期間有人投擲花盆﹑石塊及擴音器等雜物，警方出動胡椒噴霧鎮壓，最後需由手持盾牌、全副武裝的機動部隊清場，亦是政府總部首次進行清場行動。
因應遊行集會數字上升，政府在2002年起劃定西閘作為示威區，而中座正門外的示威區則在周二早上開放，供示威者向行政會議請願，但在工作日在中座及西座之間進行集會申請，一般不獲批准；周日及公眾假期在中區政府合署範圍內進行集會請願，則由行政署個別審批，集會人數逾50人或遊行人數逾30人，更需通知警方，而當局規定中區政府合署範圍內最多只能同時容納3000人。
2003年香港七一遊行，逾50萬名市民上街遊行，以中區政府合署為遊行終點，當年因人潮太多主辦單位在遊行尾聲改以雪廠街為終點，其後七一遊行均以中區政府合署為終點，直至2011年。
2011年，隨着香港政府總部遷往金鐘添馬艦，主辦遊行的民間人權陣線在2012年，改以新政府總部東翼廣場為終點。其後遊行的終點站多次轉變，如中環遮打道、金鐘添馬公園及添美道等。

## 範圍
政府山具體範圍東至花園道，南至上亞厘畢道，西至己連拿利，北至皇后大道中。在這個範圍的政府建築計有中區政府合署（舊政府總部）、禮賓府（香港行政長官官邸）、前法國外方傳道會大樓（前香港終審法院）等等。非政府建築則主要包括香港聖公會聖約翰座堂、會督府及香港動植物公園。